# Voies navigables de France

logo van VNF

Voies navigables de France (VNF) is de Franse overheidsdienst die instaat voor het beheer van het grootste deel van de bevaarbare waterwegen (rivieren en kanalen) in Frankrijk. De dienst is onderdeel van de Direction générale des infrastructures, des transports et de la mer die beleidsmatig afhankelijk is van het ministerie voor leefmilieu, duurzame ontwikkeling en energie. De dienst werd opgericht in 1991 als opvolger van het Office national de la navigation, heeft zijn hoofdzetel te Béthune en telt ongeveer 4.500 werknemers.

## Netwerk
Van de zowat 8.000 km bevaarbare waterwegen vallen er 6.700 km (3.900 km kanalen, 2.900 km rivieren) onder de bevoegdheid van VNF inclusief de 494 stuwen, 1.595 sluizen, 74 kanaalbruggen, 35 kanaaltunnels en 3.756 km dijken. Ongeveer de helft van dit netwerk is slechts geschikt voor schepen tot CEMT-klasse I. De 1.700 km geschikt voor schepen vanaf CEMT klasse IV of hoger zijn verdeeld over meerder bekkens die onderling slechts verbonden zijn door de kleine klasse I kanalen.

## Bestuur

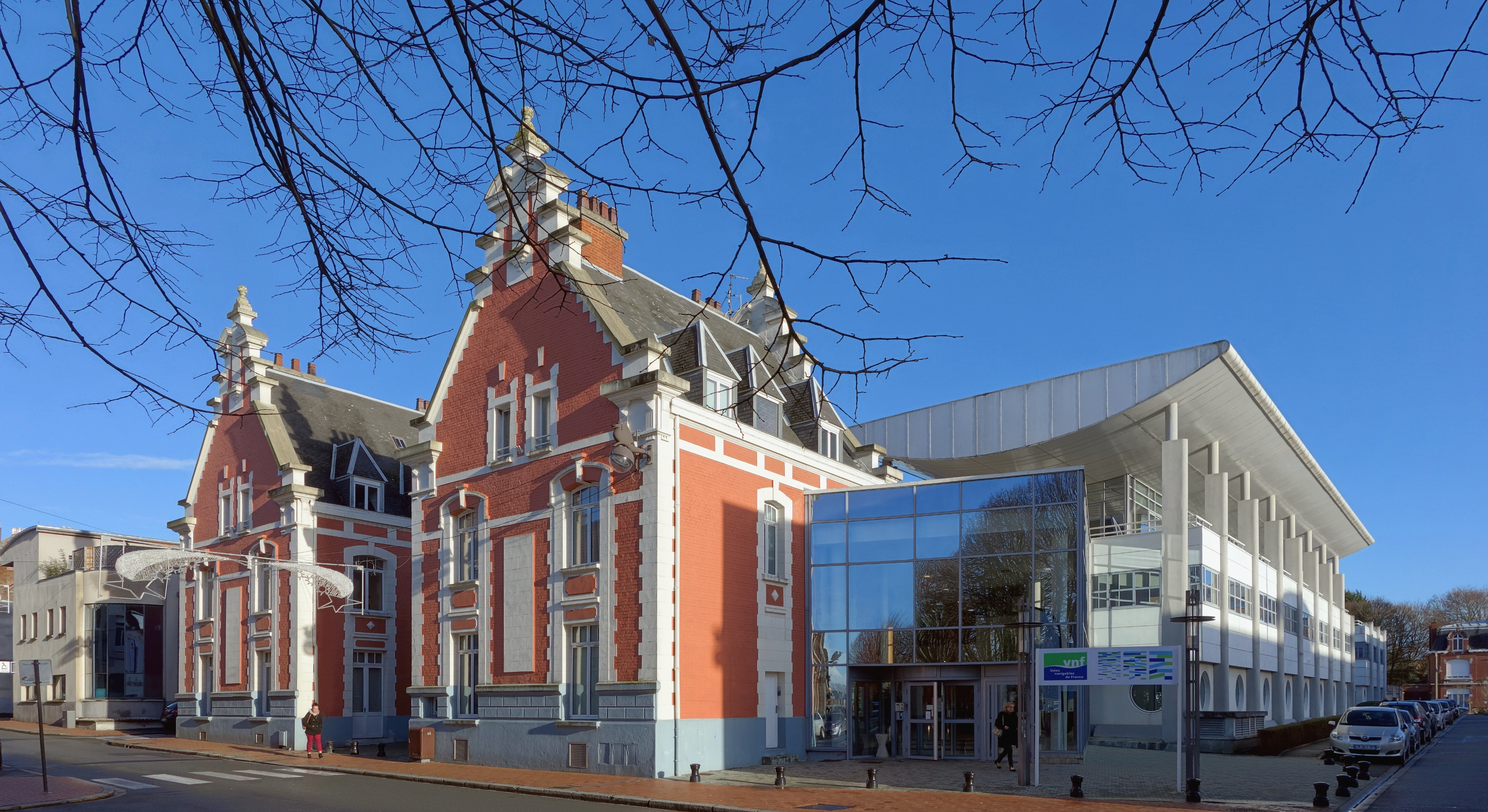
De hoofdzetel van VNF te Béthune

VNF is gestructureerd in zeven regionale directies die elk verantwoordelijk zijn voor een van de grote rivierbekkens.
- Nord Pas-de-Calais: Schelde
- Seine: Seine en Oise
- Noordoosten: Moezel
- Straatsburg: Rijn
- Centre-Bourgogne: Loire
- Rhône-Saône: Rhône-Saône
- Zuidwesten: Garonne

## Energie
Sinds 2012 is VNF ook gemachtigd om via de stuwen en sluizen in zijn beheer elektriciteit te produceren op voorwaarde dat dit geen hinder oplevert voor de scheepvaart.